# Wrzosy (województwo zachodniopomorskie)
Wrzosy – osada w Polsce położona w województwie zachodniopomorskim, w powiecie wałeckim, w gminie Tuczno.
W latach 1975–1998 miejscowość administracyjnie należała do województwa pilskiego.